# Zervikalstütze

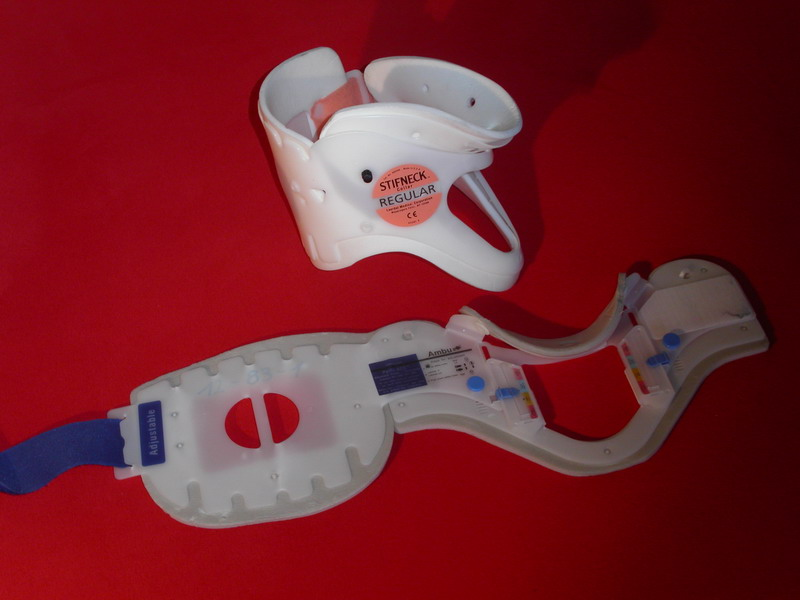
HWS-Schiene, offen und geschlossen

Eine Zervikalstütze (von lateinisch cervix, „Hals“) ist ein ringförmiger Verband zur Stützung und Entlastung der Halsstrukturen. Dieser kann entweder steif sein, wie die HWS-Schienen (z. B.: Stifneck), oder weich und elastisch, wie die Halskrause.

## Halswirbelsäulenschiene

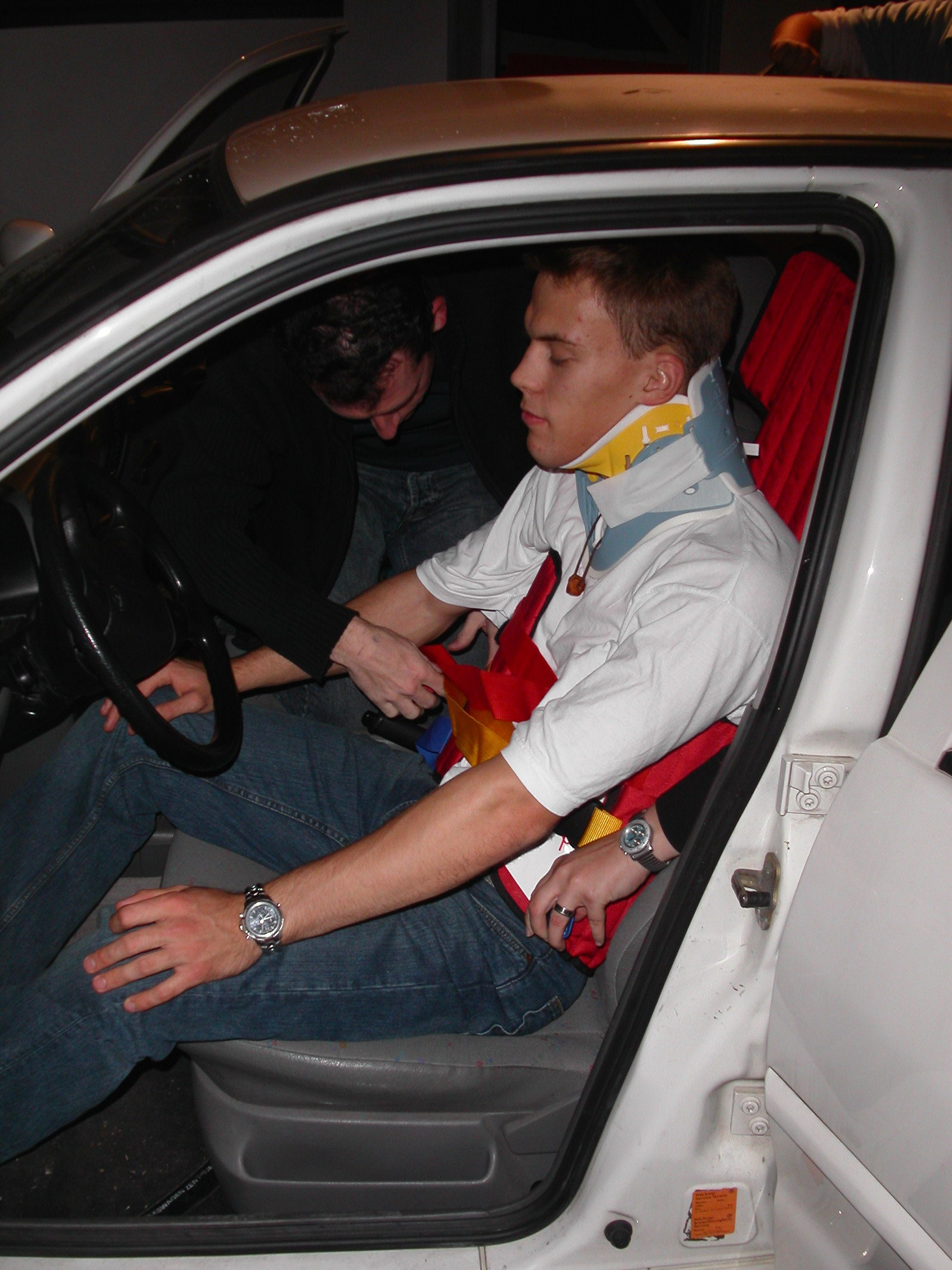
Rettungskorsett und Zervikalstütze bei einer Übung am Menschen

Halswirbelsäulenschiene (HWS-Schiene) bezeichnet eine Kunststoffmanschette, die die Halswirbelsäule (HWS) immobilisiert. Sie ersetzt einen Teil der Stützfunktion der HWS und setzt die Bewegungsfähigkeit teilweise außer Kraft. Der Kopf ruht auf der Schiene, welche auf den Schultern aufliegt und das Gewicht auf diese überträgt.
Für die HWS-Schiene hat sich der Produktname Stifneck (von englisch stiff neck ‚steifer Nacken‘) von Laerdal durchgesetzt. Ein weiteres bekanntes Produkt ist die Ambu Perfit bzw. Ambu Perfit ACE, die sich platzsparend flach lagern lässt und von Ambu hergestellt wird. Eine weitere Alternativbezeichnung ist Immobilisationskragen.
Präklinisch wird allen Patienten mit Verdacht auf eine Halswirbelsäulenverletzung, besonders bei Verdacht auf HWS-Fraktur, eine HWS-Schiene angelegt, beispielsweise nach einem Sturz aus großer Höhe oder Verkehrsunfällen. Sie wird entsprechend traumatisierten Patienten bereits vor der Rettung am Unfallort angelegt und so lange belassen, bis eine knöcherne Verletzung ausgeschlossen ist. Das soll verhindern, dass eine möglicherweise bestehende Verletzung durch Bewegung des betroffenen Wirbels verschlimmert wird.
Zu beachten ist dabei, dass eine Zervikalstütze nicht die komplette Halswirbelsäule vor Bewegung und somit Manipulation schützt, sondern nur die Halswirbelkörper I–V (1–5). Da die HWS aber aus insgesamt sieben Wirbelkörpern besteht und man präklinisch nicht diagnostizieren kann, ob tatsächlich nur einer der ersten fünf Wirbel gebrochen ist, ist eine komplette Immobilisierung unumgänglich. 
Früher galt die Anlage einer Zervikalstütze als ausreichend zur Immobilisierung der HWS. Diese Meinung ist überholt.
Die HWS-Schienen gibt es in verschiedenen Größen für Babys, Kinder und Erwachsene. Inzwischen gibt es auch variable Modelle, die in ihrer Größe der Halslängen angepasst werden können. Zur Auswahl der richtigen Größe misst der Anwender den transversalen Abstand zwischen Kinnspitze (beim Kopf in Ruhelage) und Schulteransatz und überträgt ihn auf die HWS-Schiene.
Gemäß Empfehlung der DGU kann beim Fehlen folgender fünf Kriterien davon ausgegangen werden, dass keine instabile Wirbelsäulenverletzung vorliegt:
- Bewusstseinsstörung
- neurologisches Defizit
- Wirbelsäulenschmerzen oder Muskelhartspann
- Intoxikation
- Extremitätentrauma

## Halskrause

Schaumstoff-Halskrause

Halskrause oder Halskrawatte bezeichnet einen Schaumstoff- oder gepolsterten Kunststoffkragen zur Entlastung der Nackenmuskulatur. Manchmal werden die Begriffe auch für die HWS-Schiene benutzt.
Diese weichen Halsstützen aus Schaumstoff stellen keine Immobilisation dar. Sie werden daher auch nicht als „Schiene“ bezeichnet.